# برآفتابی
برآفتابی (پهله ایی:هوره تاوی) از طوایف کُرد، ایل خزل می‌باشدو در صحنه، چمچمال دینور، سنقر کلیایی، کامیاران، کرمانشاه و کنگاور سکونت دارند.  طوایف کار هور خود را از نسل پیشدادیان می‌دانند.
پس از جنگ چالدران سلطان سلیم عثمانی مردمان این طایفه را به بورسا برد و سپس به اورفا برگرداند هورتاوی در جوار رشوند از بزرگترین طوایف آدیامان بشمار می روند